# Flacopimpla gerardoi
Flacopimpla gerardoi är en stekelart som först beskrevs av Gauld, Ugalde och Paul E. Hanson 1998.  Flacopimpla gerardoi ingår i släktet Flacopimpla och familjen brokparasitsteklar. Inga underarter finns listade i Catalogue of Life.